# Герасимова-Персидська Ніна Олександрівна
Ніна Олександрівна Герасимова-Персидська (нар. 23 грудня 1927, Київ, Українська РСР, СРСР — 8 грудня 2020, Київ) — український музикознавець, доктор мистецтвознавства (1978), Заслужений діяч мистецтв України (1997).

## Біографія
У 1951 році закінчила історико-теоретичний, у 1952 році — фортепіанний факультет (клас А. А. Янкелевича, e 1954 році — аспірантуру Київської консерваторії). У 1955 році захистила кандидатську дисертацію на тему «Народнопісенні основи українського радянського симфонізму».
З 1951 року викладала в Київській консерваторії-НМАУ (з 1979 — професор).
У 1978 році захистила докторську дисертацію на тему «Партесний концерт на Україні у другій половині XVII — першій половині XVIII століття і його місце в культурі епохи».
У 2000 році за ініціативою Н. О. Герасимової-Персидської в НМАУ було організовано кафедру старовинної музики. Читала лекції в університетах Європи (1985, 1986, 1990, 1992) та США (Fulbright Visiting Scolar, 1990).
З 1995 по 2002 роки — генеральний секретар українського національного комітету Міжнародної музичної ради (IMC) при ЮНЕСКО. Координатор зі зв'язків з Радою в традиційній музиці (ICTM).

## Наукова та педагогічна діяльність
Головні теми, до яких зверталася Н. О. Герасимова-Персидська — музика епохи бароко, історія та теорія партесного стилю, «музика та час», прояв некласичних принципів у європейській музиці від Ars nova до наших днів. У зв'язку з вивченням такої проблематики також у сфері уваги дослідника опинилися питання простору і часу в музиці; феномена музичного твору; семіотики; формування загальних уявлень про наш час у їх зв'язках з іншими — як гуманітарними, так і природними — науками. Основною проблемою, навколо якої об'єднуються всі теми творчості вченого, є діалектична пара дискретність — континуальність, що дозволяє представити історію розвитку європейської музики як цілісну систему. Дослідниці властиве глибинне розуміння новизни XXI-го сторіччя, «симптоматики» музичного мистецтва прийдешньої цивілізації. Особливої ваги в роботах Н. О. Герасимової-Персидської останнього десятиліття набула проблема значення музики у формуванні уявлень про світ.
Основна проблематика творчості вченого пов'язана з партесним стилем. Н. О. Герасимовою-Персидською була описана київська колекція партесних творів (комплекти поголосників з Києво-Печерської лаври та Софійського собору). Проводилася також робота в рукописних сховищах інших країн (Росія, Литва, Сербія). Завдяки дослідженням Н. О. Герасимової-Персидської було, зокрема, розширено уявлення про композиторську творчість М. Дилецького. Опубліковані дослідницею партесні твори ввійшли до репертуару багатьох хорових колективів (зокрема, хору «Київ» під керуванням М. Гобдича, ансамблю «A cappella Leopolis» під керівництвом Р.Стельмащука).

### Громадська діяльність
Н. О. Герасимова-Персидська була однією з перших, хто налагоджував та здійснював зв'язки між українським і зарубіжним музикознавством. Вона брала активну участь у роботі міжнародних організацій, читала лекції, виступала з доповідями на міжнародних наукових форумах, симпозіумах в Україні, Росії, Польщі, Німеччині, Італії, Іспанії, Франції, США, Швейцарії.
Серед проектів, автором та організатором яких була Н. О. Герасимова-Персидська, слід назвати: міжнародний фестиваль «Музичні діалоги: Україна і світ бароко» (1994), міжнародну конференцію «Православна Монодія» (1998), творчу майстерню молодих дослідників «Час — Простір — Музика» (2000), щорічні конференції під загальною назвою «Звук та знак» (з 2005), міжнародний проект «Schola cantorum Basiliensis в гостях у Національній музичній академії України» (Швейцарія — Україна, 2000—2003) та інші.
Незаперечним внеском у розвиток українського музикознавства та вдосконалення системи освіти стала розробка концепції першої в Україні кафедри старовинної музики, що відкрилася в 2000 р. в НМАУ. Були сформовані спеціальні навчальні програми для дослідження як західноєвропейської, так і вітчизняної музики Середньовіччя, Відродження, бароко. Оригінальність задуму кафедри полягає в органічному поєднанні теорії та виконавства.
Педагогічна діяльність Н. О. Герасимової-Персидської пов'язана з НМАУ (з 1951). Вона читала базовий курс «Поліфонія» (історико-теоретичний факультет), а також спецкурси «Еволюція художніх стилів у мистецтві» (магістратура), «Історія музичних стилів» (асистентура-стажування), «Теорія та практика сучасної музики» (аспірантура); керувала дипломними, магістерськими роботами, дисертаційними (кандидатськими та докторськими) дослідженнями. Н. О. Герасимова-Персидська є творцем своєї дослідницької школи української медієвістики.
Серед випускників Н. О. Герасимової-Персидської — К. Берденникова, Т. Бринь, Г. Васильченко-Михно, Ю. Ваш, С. Гоменюк, Т. Гусарчук, О. Дашевська, Г. Єрмакова, Н. Заболотна, О. Зосім, А. Івко, Л. Івченко, Є. Ігнатенко, Л. Кияновська, І. Крицька, І. Кузьмінський, Г. Ляшенко, Ю. Медведик, О. Соколов, Д. Терентьєв, І. Тукова, В. Храпачов, К. Цірікус, І. Чижик, О. Шевчук.

## Нагороди та премії
- Заслужений діяч мистецтв України (1997)
- Почесни знак «За заслуги перед польською культурою» Міністерства культури та мистецтва Польщі (2006)
- Премія імені М. В. Лисенка (1990)
- Велика золота медаль Національної академії мистецтв України (2002)
- Срібна медаль «За заслуги в XX столітті» Міжнародного біографічного центру (1992, Кембридж, Велика Британія)
- «Жінка року 1992—1993» (Міжнародний біографічний центр, Кембридж, Велика Британія)

## Членство в організаціях
- Дійсний член Міжнародного музикознавчого товариства (1990)
- Член Національної Всеукраїнської музичної Спілки (1993),
- Дійсний член Європейського товариства культури (1993),
- Академік Національної академії мистецтв України (2006).

## Публікації

### Монографії
- Хоровий концерт на Україні в XVII-XVIII ст. — К. : Музична Україна, 1978. — 181 с.
- Партесный концерт в истории музыкальной культуры. — М. : Музыка, 1983. — 288 с.
- Русская музыка XVII века — встреча двух эпох. — М. : Музыка, 1994. — 126 с.[3]
- Музыка. Время. Пространство. — К. : Дух і літера, 2012. — 408 с.[4]

### Нотні видання
- Партесний концерт: Матеріали з історії української музики : Партитура / [упор. і автор вступн. ст. Н. О. Герасимова-Персидська]. — К. : Музична Україна, 1976. — 231 с.
- Дилецький М. Хорові твори : Партитура / [упор., ред., вступ. ст. та комент. Н. О. Герасимової-Персидської]. — К. : Музична Україна, 1981. — 153 с.
- Українські партесні мотети початку XVIII століття: з Югославських зібрань : Партитура / [ред.-упор., вступн. ст. Н. О. Герасимова-Персидська]. — К. : Музична Україна, 1991. — 453 с.
- Партесні концерти XVII–XVIII ст. з київської колекції / [упорядкування, розшифровка, зведення в партитуру, наукова редакція, вступн. ст. та комент. Н. О. Герасимової-Персидської]. — К. : Музична Україна, 2006. — 340 с.[5]
- Слепый родивыйся // Хрестоматія української дожовтневої музики / [упорядкування та коментарі О. Я. Шреєр-Ткаченко]. — К. : Музична Україна, 1974. — Ч. 1. — С. 86-100.
- Како не имам плакатися // Музыка. Время. Пространство. — К. : Дух і літера, 2012. — С. 362–378.
- Озлоблен бых // Музыка. Время. Пространство. — К. : Дух і літера, 2012. — С. 379–392.
- О, сладкий свете, Михаиле архангеле // Музыка. Время. Пространство. — К. : Дух і літера, 2012. — С. 393–407.

### Статті
Понад 130. Серед них:
- Характерные черты многоголосия партесных концертов XVII-XVIII ст. // Musica Antiqua. — Bydgoszcz, 1969. — Vol. 2. — S. 369–401.
- Некоторые вопросы формообразования у Шостаковича // Сучасна музика. — К., 1973. — С. 112–124.
- Партесное многоголосие и формирование стилевых направлений в музыке XVII-XVIII ст. [Архівовано 9 липня 2012 у Wayback Machine.] // Текстология и поэтика русской литературы XI-XVIII веков : Труды Отдела древнерусской литературы. — Л. : Наука, 1977. — Т. XXXII. — С. 121–132.
- Historyczne uwarunkowanie kategorii czasu w muzyce // Muzyka. — 1978. — № 1. — S. 21-32.
- Про становлення віршового принципу в музиці // Українське музикознавство. — К. : Музична Україна, 1978. — Вип. 13. — С. 84-99.
- Рукописи багатоголосних творів XVII-XVIII ст. у фондах Відділу рукописів ЦНБ // Фонди Відділу рукописів ЦНБ АН УРСР. — К., 1982. — С. 116–130.
- «Малые формы» в украинско-русской музыке XVII в. // Musica Antiqua. — Bydgoszcz, 1985. — Vol. 7. — S. 621–637.
- Об отражении Повести о Варлааме и Иоасафе в древнерусской музыке // Взаимодействие древнерусской литературы и изобрази-тельного искусства : Труды Отдела древнерусской литературы. — Л. : Наука, 1985. — Т. XXXVIII. — С. 331–337.
- Историческая обусловленность музыкального восприятия и типология культуры // Музыкальное восприятие как предмет комплексного исследования. — К., 1986. — С. 18-28.
- Постоянные эпитеты в хоровом творчестве конца XVII — первой половины XVIII веков // Русская хоровая музыка XVI–XVIII веков. — М. : Наука, 1986. — С. 136–152. — (Серия «Сб. трудов ГМПИ имени Гнесиных» : Вып. 83).
- Авторство как историко-стилевая проблема // Музыкальное произведение: сущность, аспекты анализа. — К. : Музична Україна, 1988. — С. 27-33.
- О двух типах музыкального хронотопа // Литература и искусство в системе культуры. — М. : Наука, 1988. — С. 343–349.
- Переход от «знамени» к «киевской квадратной ноте» в музыке Юго-Западной Руси XVII в. // Музыка — культура — человек. — Свердловск : Изд-во Уральского ун-та, 1991. — Вип. 2. — С. 58-65.
- Італійські впливи в українській музиці XVII ст. // Музична культура Італії та Франції: від бароко до романтизму. — К. : КДК іме-ні П. І. Чайковського, 1991. — С. 17-25.
- Polyphony in the Ukrainian Music of the XVII с. // Musica Antiqua. — Bydgoszcz, 1991. — Vol. 9. — S. 405–421.
- Die ukrainishe Mehrstimmigkeit: kant und Partessny-Konzert // Alt-russische Musik. Einführung in ihre Geschichte und Probleme / [hrsg. von N. Gerasimowa-Persidskaia]. — Graz/Austria : Akademische druck-u. Verlagsanstalt, 1993. — S. 133–170.
- Музичні знахідки з «Матице Српске» (мотети кінця XVII — початку XVIII ст.) // Український музичний архів. — К. : Центрмузін-форм, 1995. — Вип. 1. — С. 9-14.
- Монодия и многоголосие в церковной музыке Украины XVI–XVIII вв. // Традиционная и духовная музыка — наследие Человечества : Тезисы докладов * Международного музыковедческого симпозиума. — Ереван, 1999. — С. 11-13.
- «Граматика» Миколи Дилецького як джерело атрибуцій його невідомих творів // Науковий вісник НМАУ іме-ні П. І. Чайковського : Музикознавство: з XX у XXI століття. — К., 2000. — Вип. 7. — С. 34-45.
- Ізоритмічні мотети Гійома де Машо і їх «готична» концепція форми // Київське музикознавство. — К., 2001. — Вип. 6. — С. 5-23.
- Львівський Ірмологіон 1700 року як явище музичної культури // Калофонія. — Львів : Видавництво Львівської Богословської Ака-демії, 2002. — Число 1. — С. 19-24.
- Musikalische Stilelemente als Erkennungszeichen der Konfession (Ukraine und Russland im 17. Jahrhundert) // Kirchenmusik-geistliche Musik — religioese Musik. Musikgeschichte zwischen Ost- und West-europa. — Sinzig, Studio, 2002. — B. 7. — S. 167–174.
- Неомедиевизм в современной музыке как показатель смены культурной парадигмы // Науковий вісник НМАУ імені П. І. Чайковського. — К., 2003. — Вип. 24. — С. 6-13. — (Серія «Старовинна музика: сучасний погляд» : кн. 1).
- Месса Нотр Дам Гийома де Машо: «Сумма музыки» Средневеко-вья и прорыв в Новое искусство // Науковий вісник НМАУ імені П. І. Чайковського. — К., 2006. — Вип. 41. — С. 5-18. — (Серія «Старовинна музика: сучасний погляд. Ars medievalis — Ars contemporalis» : кн. 2).
- О дискретной линеарности в современной музыке // Науковий вісник НМАУ імені П. І. Чайковського : Мистецтвознавчі пошу-ки. — К., 2008. — Вип. 78. — С. 12-17.
- XXI століття і musica mundana// Часопис Національної музичної академії України імені П. І. Чайковського: Науковий журнал. — 2008. — № 1 (1). — С. 90-97.
- Сорок років Musicae antiquae Ukraine // Часопис Національної музичної академії України імені П. І. Чайковського: Науковий журнал. — 2009. — № 1 (2). — С. 26-33.
- От элементарной частицы до «большой формы»: к вопросу о становлении композиции партесного концерта (мажорная сфера) // Науковий вісник НМАУ імені П. І. Чайковського : Старовинна музика — сучасний погляд. — К. : НМАУ імені П. І. Чайковського, 2009. — Вип. 88. Ч. 1. — С. 38-57.[6]
- Звук и знак в музыкальном искусстве: исторический аспект // Київське музикознавство : Музикознавство у діалозі. — Київ-Дюссельдорф, 2011. — Вип. 37. — С. 12-23.[7]
- Интонация в новейшей музыке // Науковий вісник Національної музичної академії України імені П. І. Чайковського : Світ музико-знавства: стратегії, дискурси, сюжети. — К. : НМАУ іме-ні П. І. Чайковського, 2011. — Вип. 98. — С. 16-31.